# Rosenbergia humeralis
Rosenbergia humeralis là một loài bọ cánh cứng trong họ Cerambycidae.